# Dan Reed
Dan Reed, född 17 februari 1963 i  Portland Oregon USA, är en amerikansk sångare och gitarrist, mest känd som medlem i rockbandet Dan Reed Network. Under 80 och 90-talet turnerade Dan med Network och nådde framgångar, bland annat med låten Rainbow Child som 1989 blev en hit på radio i USA och många europeiska länder. Under större delen av 90-talet och 00-talet levde han med munkar i Indien innan han 2009 återvände till musiken som soloartist.

## Diskografi

### Dan Reed Network
- Breathless (1986)
- Dan Reed Network (1988)
- Slam (1989)
- The Heat (1991)
- Fight Another Day (2016)
- Origins (2019)

### Dan Reed
- Adrenaline Sky (1998)
- Sharp Turn EP (2004)
- An Evening With Dan Reed (2009)
- Coming Up for Air (2010)
- Signal Fire (2012)
- In Between The Noise (2013)
- Transmission (2015)
- Confessions (2017)